# Schloss Hammergmünd

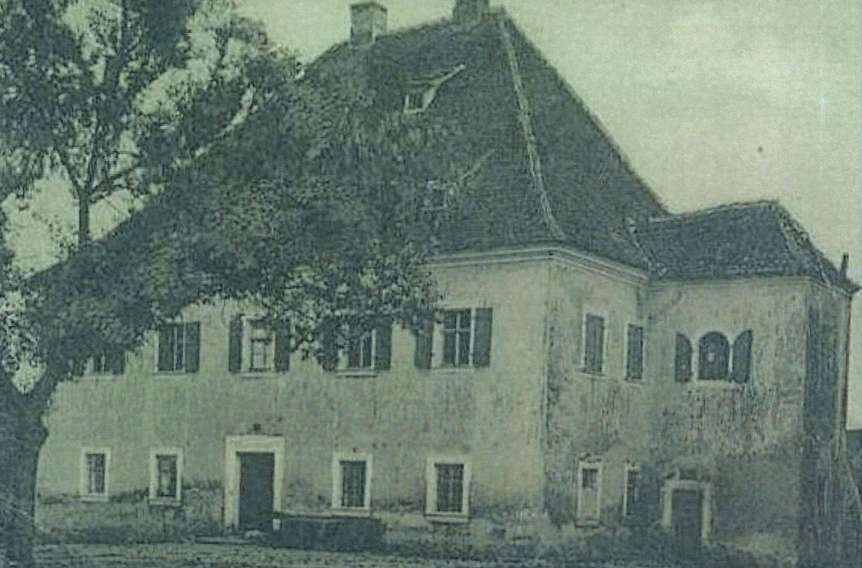
Schloss Hammergmünd (1904)

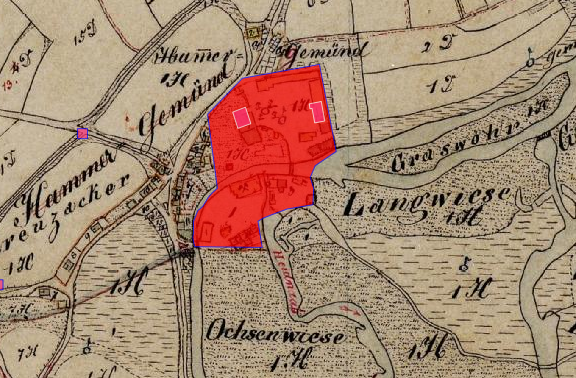
Lageplan von Hammerschloss Hammergmünd auf dem Urkataster von Bayern

Das Schloss Hammergmünd liegt südwestlich von Hammergmünd (Hammerstraße 13), einem Gemeindeteil der Stadt Grafenwöhr im oberpfälzischen Landkreis Neustadt an der Waldnaab. Es ist unter der Aktennummer D-3-74-124-38 als Baudenkmal verzeichnet. „Archäologische Befunde des Mittelalters und der frühen Neuzeit im Bereich des ehem. Schlosses und Eisenhammers Hammergmünd“ werden zudem als Bodendenkmal unter der Aktennummer D-3-6337-0032 geführt. Der ehemalige Hammer wurde vom Wasser der Haidenaab bzw. von dem Zusammenfluss der Creußen mit der Heidenaab betrieben.

## Geschichte
Das Hammerwerk „Gemünd“ wurde erstmals 1334 urkundlich erwähnt. Der Ortsname leitet sich von dem Zusammenfluss („Gemünde“) von Haidenaab und Creußenab her, er bedeutet also „Ort an einer Flussmündung“. Das kurpfälzische Lehen „Gmünd“ ist aus dem Hammergut Hammergmünd entstanden und war eine Landsasserei im Pflegamt Grafenwöhr. Nach den Hammerwerksfreiheiten, der Steuer und der Hochgerichtsbarkeit gehörte es zum Landrichteramt Waldeck-Kemnath. Hammergmünd war ein Schienhammer, der bis 1613 betrieben wurde.
Bis 1367 sind Muracher als Besitzer überliefert. In der Oberpfälzer Hammereinigung von 1387 wird hier „Vlreich Pulman mit dem hamer zu Gemünd“ genannt. Von 1371 bis 1713 ist die Nürnberger Familie Mendel Besitzer von Gut und Hammer Gmünd; die Mendels waren zeitweise auch im Besitz des Hammers Steinfels, des Hammers Hütten und des Hammers Grub. Der erste Lehensrevers wird 1496 für Hans Mendel, Hammermeister zu Gmünd, ausgestellt. 1630 wird Wolf Christoph Mendel zu Gmündt genannt. Nach dem Dreißigjährigen Krieg ist der Hammer zu Gmünd öd und wüst geblieben. 1714 erscheint hier Johann Heinrich von Schlammersdorf, der die Eisenverarbeitung mit Hochofen, Hammerschmieden und zahlreichen Beschäftigten fortsetzt. Er ließ einen Hochofen errichten, an dem zwei Erz- und Kohlenaufgeber und zwei Former arbeiteten. Das gewonnene Roheisen wurde im Frischfeuer schließlich zu Wagenreifen und Hufeisen verarbeitet. Bis 1753 blieb Hammergmünd im Besitz der Schlammersdorfer.

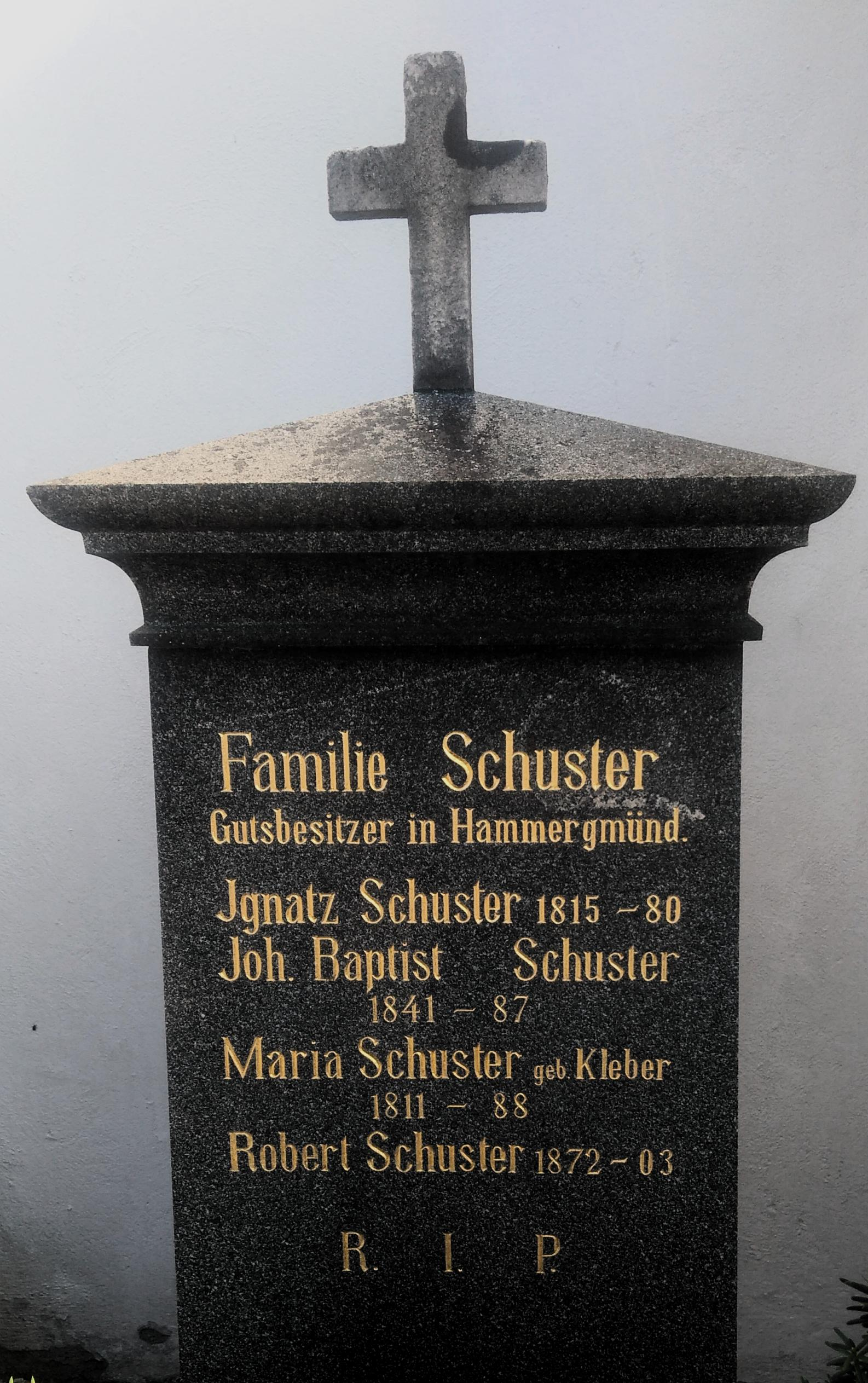
Grab der Familie Schuster, Grafenwöhr

Um 1760 kam Hammergmünd in die Hände des „churfürstlich bairischen Pflegsverwesers von Eschenbach und Grafenwöhr“, Adam Joseph von Thoma zu Trevesen und Gemünd (* 1724 in Waldsassen; geadelt 1775). 1839 heiratete Ignaz Schuster Maria Kleber, eine Urenkelin Adam Josephs, und wurde so „Gutsbesitzer zu Gemünd“. Das Hammerwerk wird aber als brachliegend beschrieben. Stattdessen errichtete sein Sohn Johann Baptist Schuster (1841–1887) 1866 ein Glasschleif- und Polierwerk, 1880 folgte eine Spiritusbrennerei, auch sanierte er die landwirtschaftlichen Gebäude und verhalf Hammergmünd zu neuer Blüte. Nach dem Tod des ältesten Sohnes Robert Schuster 1903 veräußerten dessen Brüder Karl und Franz die Ländereien; der Kernbesitz wurde 1908 versteigert. Schließlich kaufte Oskar Menzel 1918 das Hammerschloss. Er lebte bereits seit 1912 bis zu seinem Tod 1937 darin.
1939 erwarb die Stadt Weiden das Hammergut Gmünd und übergab es ab 1949 dem Bayerischen Roten Kreuz. Von 1960 bis 1987 wurde das Hammerschloss als Seniorenwohnheim genutzt und erhielt einen Anbau. Dieser wurde wieder rückgebaut und das Seniorenheim in einem benachbarten Neubau untergebracht. Das Hammerschloss ist heute in Privatbesitz.

## Baulichkeit
Das Schloss ist vermutlich im 16./17. Jahrhundert erbaut worden, die Außenwände sind noch aus dieser Zeit. 1762 ist es zur heutigen Gestalt ausgebaut worden. Es ist ein zweigeschossiger Walmdachbau mit geohrten Tür- und Fensterrahmungen, hier findet sich die Jahreszahl „1762“. Zu dem Ensemble gehört noch der ehemalige Schweinestall als Bestandteil der ehemaligen Schlossökonomie; dieser ist ein eingeschossiger langgestreckter Satteldachbau aus der zweiten Hälfte 18. Jahrhundert.